# Liriomyza pusilla
Liriomyza pusilla är en tvåvingeart som först beskrevs av Johann Wilhelm Meigen 1830.  Liriomyza pusilla ingår i släktet Liriomyza och familjen minerarflugor.
Artens utbredningsområde är Tyskland. Arten har ej påträffats i Sverige. Inga underarter finns listade i Catalogue of Life.